# Oasi del Nervia
L'Oasi del Nervia è un'area faunistica della provincia di Imperia compresa nel territorio comunale dei due comuni rivieraschi di Ventimiglia e Camporosso. È la parte terminale di un SIC  definita anche come Zona Speciale di Conservazione Torrente Nervia inserito nella rete Natura 2000 creata dall'Unione europea per la protezione e la conservazione degli habitat e delle specie, animali e vegetali, identificati come prioritari dagli Stati membri dell'Unione europea.
Inserita nella piana del torrente Nervia, l'oasi ha una superficie complessiva di 60.000 m² mentre il SIC tutela 40 ha.

## Storia

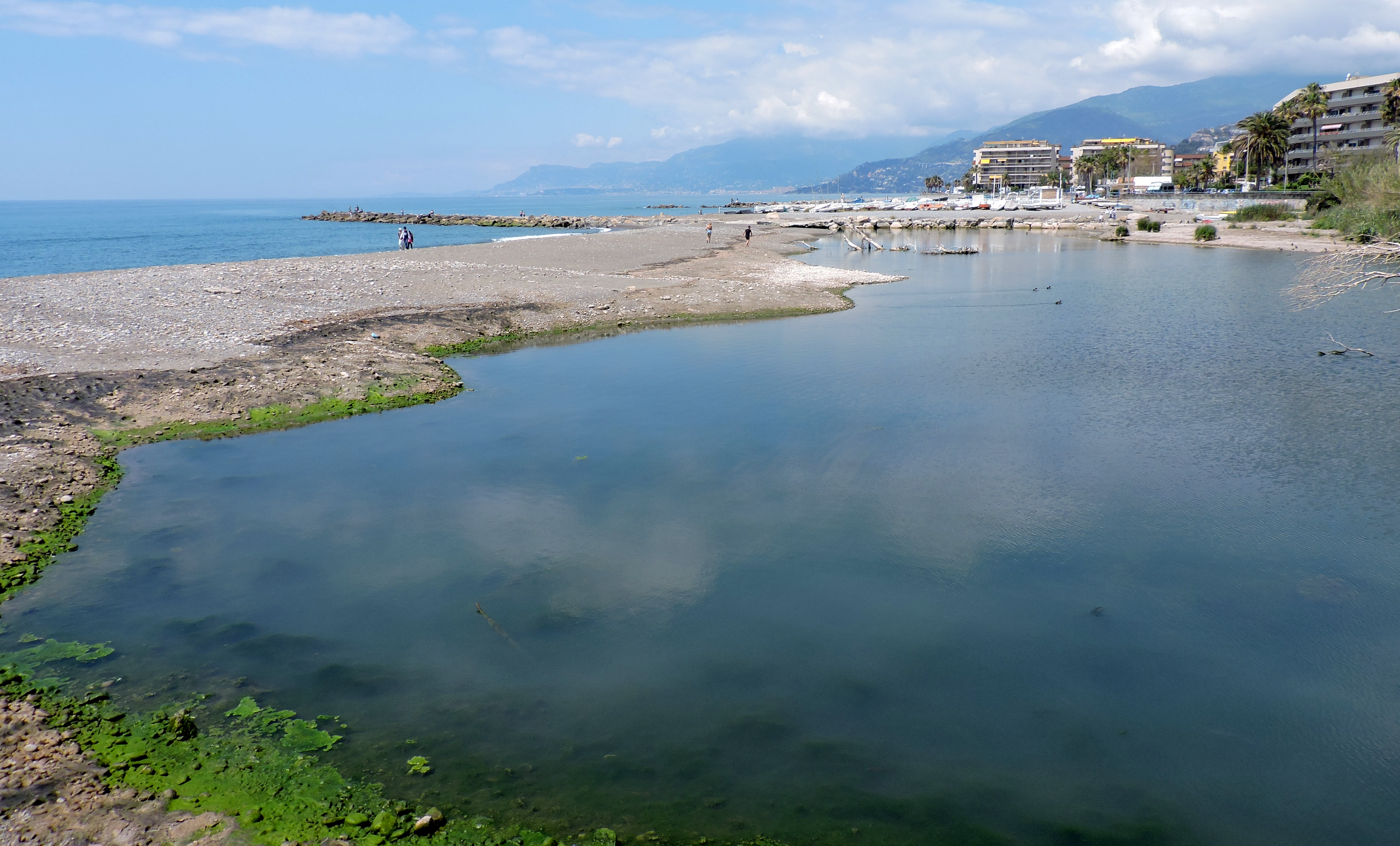
Foce del Nervia

La prima ufficializzazione o idea di progetto è avvenuta nel 1982 con la delibera di destinazione, da parte del consiglio provinciale di Imperia, dell'area della foce del Nervia a zona di protezione. La proposta provinciale ha avuto poi concretezza nel 1984 con la richiesta di attuazione ai due comuni interessati, Ventimiglia e Camporosso.
Nonostante l'impegno di entrambe le parti il progetto è rimasto in stato vegetativo per ben quattro anni tanto che, nel 1988, l'area ha iniziato a registrare un lento degrado favorito dalla presenza abusiva di orti e discariche lungo la parte sinistra del torrente.
La zona è stata quindi sottoposta più volte a ripulitura e bonifica da parte delle associazioni ambientaliste locali, con una sensibilizzazione delle popolazioni rispetto all'importanza di tale riserva naturale. Nel biennio compreso tra il 1989 ed il 1990 tale opera ha portato alla soppressione di abusi ed inquinamenti.
Proprio nel 1990 ha avuto inizio l'iter per la costituzione dell'oasi e, nel 1992, grazie ai vari finanziamenti della provincia imperiese, si è intrapreso lo studio di fattibilità. Il 10 luglio del 1998 il Ministero delle Finanze ha attribuito la concessione all'amministrazione provinciale imperiese che ha stipulato poi un accordo con il WWF il 23 settembre dello stesso anno.
Nel frattempo sono stati avviati contatti con i due comuni interessati che, dopo aver ultimato la fase di preparazione tecnica, si sono impegnati nella salvaguardia del periodo di nidificazione e del flusso migratorio, mettendo allo studio anche un progetto di allargamento dell'oasi di protezione.

## SIC/ZSC

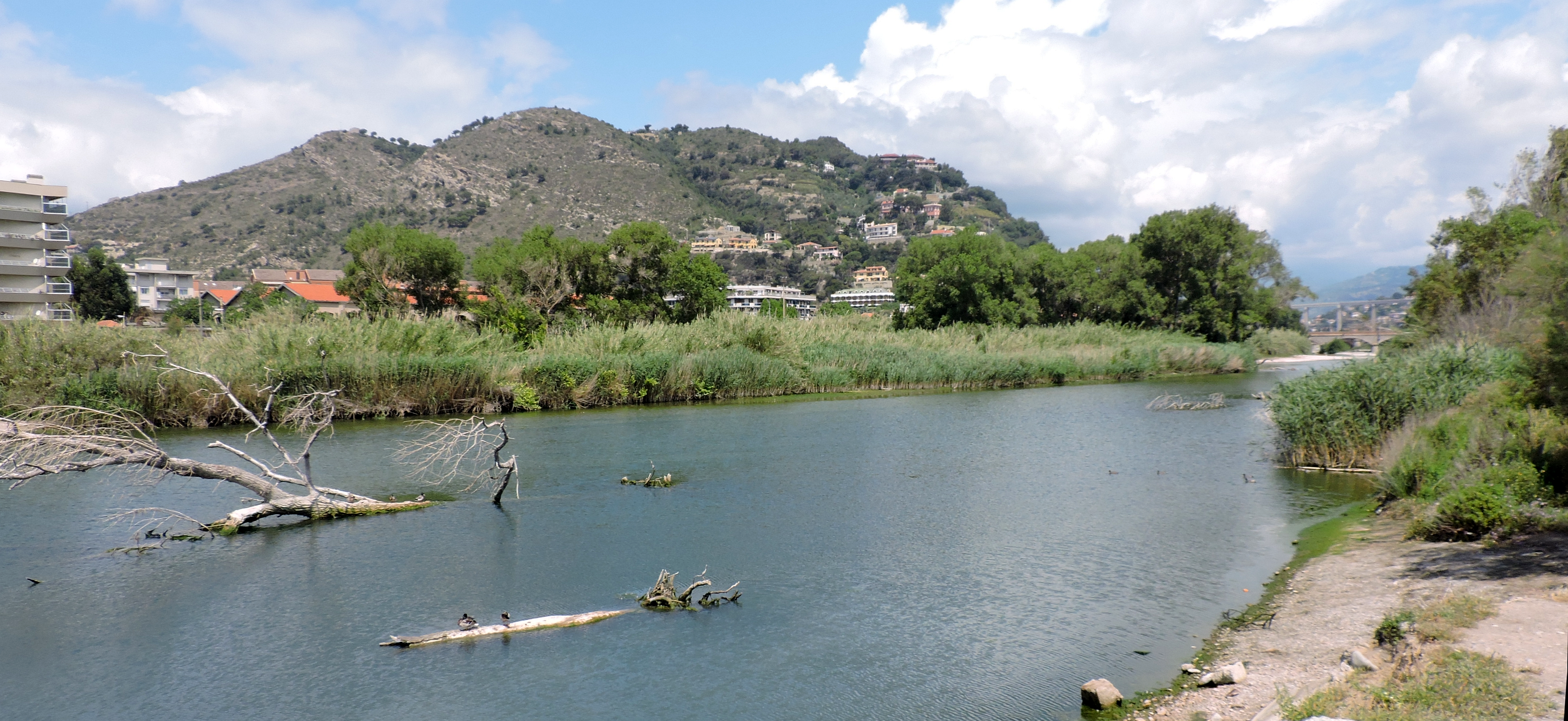
La ZSC vista verso monte

Dal 2005, il Torrente Nervia è protetto anche lungo il suo percorso per un'area di 44 ettari: è stato istituito il sito di interesse comunitario (SIC) di Tipo B della Regione Liguria con Decreto Ministeriale 25 marzo 2005, ai sensi della Direttiva 92/43/CEE (Direttiva Habitat), divenuto poi anche Zona Speciale di Conservazione.

## Flora e Fauna
All'interno dell'oasi sono state catalogate quasi 160 specie botaniche, la maggior parte comprese da alberi di alto fusto come la cannuccia di palude, tifa, la veronica e il crescione. Sono inoltre presenti vaste aree di canneti utili soprattutto ai volatili come habitat naturale o per l'autodepurazione della zona faunistica.
I volatili sono stati censiti e catalogati in 140 specie quali lo svasso, il tuffetto, l'airone, anatre, limicoli, gabbiani, rallidi, passeriformi e altre specie. Tra i mammiferi si segnalano la volpe, il riccio, i toporagni, tra cui il mustiolo, l'arvicola e tra i rettili l'orbettino italiano, il ramarro, il colubro lacertino, natrice viperina e la lucertola ocellata.